# MTV Video Music Awards Japan 2009
Die MTV Video Music Awards Japan 2009 wurden am 30. Mai 2009 in der Saitama Super Arena, Saitama verliehen. Es handelte sich um die dritte Verleihung, die in diesem Stadion verliehen wurde Die Moderation übernahm Gekidan Hitori. Es handelte sich um die achte Verleihung der MTV Video Music Awards Japan.

## Auftritte
- The Black Eyed Peas – Boom Boom Pow
- BoA and Sean Garrett – I Did It for Love
- Ciara – Love Sex Magic
- Exile (featuring Bach Logic) – Touch The Sky
- Green Day – Know Your Enemy
- Katy Perry – Hot n Cold
- Remioromen – Sakura
- 9mm Parabellum Bullet – Living Dying Message

### Roter Teppich
- AAA – Jamboree!! / Music!!!
- Kimaguren
- Metro Station – Shake It

## Gewinner und Nominierte
Die Nominierungen wurden am 19. März 2009 verkündet.
| Video of the Year | Best Male Video |
| --- | --- |
| Exile – Ti Amo (Chapter2) - Namie Amuro – New Look - Coldplay – Viva la Vida - Southern All Stars – I Am Your Singer - Britney Spears – Womanizer                                                                                        | Kreva – Akasatanahamayarawawon - Motohiro Hata – Forever Song - Ne-Yo – Closer - Usher featuring Young Jeezy – Love in This Club - Kanye West – Heartless |
| Best Female Video | Best Group Video |
| Namie Amuro – New Look - Thelma Aoyama – Nando Mo - Beyoncé – If I Were a Boy - Britney Spears – Womanizer - Hikaru Utada – Prisoner of Love                                                                                             | Exile – Ti Amo (Chapter2) - Franz Ferdinand – Ulysses - The Killers – Human - Shōnan no Kaze – Koishigure - Tohoshinki – Jumon (Mirotic) |
| Best New Artist | Best Rock |
| Kimaguren – Life - Duffy – Mercy - Girl Next Door – Guzen no Kakuritsu - Miho Fukuhara – Change - Katy Perry – I Kissed a Girl | Maximum the Hormone – Tsume Tsume Tsume - 9mm Parabellum Bullet – Living Dying Message - Acidman – I Stand Free - Fall Out Boy – I Don’t Care - Franz Ferdinand – Ulysses |
| Best Pop Video | Best R&B Video |
| Katy Perry – I Kissed a Girl - Lily Allen – The Fear - Ikimono-gakari – Kimagure Romantic - Perfume – Dream Fighter - Rip Slyme – Taiyou to Bikini                                                                                       | Namie Amuro – Sexy Girl - Akon – Right Now (Na Na Na) - Juju featuring Spontania – Sunao ni Naretara - Miliyah Kato – 19 Memories - Ne-Yo – Miss Independent |
| Best Hip-Hop Video | Best Dance Video |
| Teriyaki Boyz featuring Busta Rhymes and Pharrell – Zock On! - Kreva – Akasatanahamayarawawon - Lil' Wayne featuring Static Major – Lollipop - T.I. featuring Rihanna – Live Your Life - Kanye West – Heartless                          | Towa Tei featuring Miho Hatori – Mind Wall - The Brighton Port Authority featuring David Byrne and Dizzee Rascal – Toe Jam - Dan Le Sac vs. Scroobius Pip – Thou Shalt Always Kill - Kraak & Smaak featuring Ben Westbeech – Squeeze Me - Ukawanimation! featuring Takkyū Ishino and Kenichi Hagiwara – Wakusei no Portrait 5 Okuman Gaso  |
| Best Reggae Video | Best Video from a Film |
| Han-Kun – Hotter Than Hot - Kardinal Offishall featuring Akon – Dangerous - Mighty Jam Rock – U.P. Star - Natty – Cold Town - Ryo the Skywalker – Ever Green                                                                             | Remioromen – Yume no Tsubomi (aus Kansen Retto) - Ai – Okuribito (aus Nokan – Die Kunst des Ausklangs) - Madonna featuring Justin Timberlake and Timbaland – 4 Minutes (aus Get Smart) - Monobright – Ano Toumeikan to Shonen (aus After School) - Jack White and Alicia Keys – Another Way to Die (aus James Bond 007: Ein Quantum Trost) |
| Best Collaboration | Best Karaokee! Song |
| Nelly and Fergie – Party People - Madonna featuring Justin Timberlake and Timbaland – 4 Minutes - Scha Dara Parr + Kaela Kimura – Hey! Hey! Alright - T.I. featuring Rihanna – Live Your Life - Anna Tsuchiya featuring AI – Crazy World | Kimaguren – Life - Aqua Timez – Niji - Mariah Carey – Touch My Body - Coldplay – Viva la Vida - Funky Monkey Babys – Kibou no Uta |

### Special Awards
MTV Street Icon Award
- Beastie Boys[1]

MTV Best Choreography Award
- Exile